# Горазд Охридски
Горазд Охридски је био ученик светог Методија охридског, творац словенског писма, архиепископ Велике Моравске.

## Биографија
У периоду од 885.-886. година, у време владавина Сватоплука I, избила је кризе у Моравској цркви, у којој је архиепископ Горазд ушао у спор са латинским свештенством, на челу Вихтигом, апископом Нитравије, који је у време Светог Методија наметнуо анатему. Вихтиг је уз одобрење папе протерао Горазда из епархије и са њим још 200 свештеника, да би заузео његово мести и прогласио се надбискупом. Богослужење на словенском у Моравској је прекинуто, а уведена је служба на латинском језику.
Истовремено, у Бугарску бежи и Климент Охридски. Они прекидају ширење Јеванђеља у Моравској и настављају у Бугарској. У Бугарској, ученици су створили светски познату књижевну школу у Плиски, Преславу и Охриду. Одатле су свој мисонарски рад почели да шире и по Царској Русији.
Православна црква поштује Горазда у лику светитеља и помиње га 27. јула (Јулијански календар).